# Ferrari 126 C
O 126 CK, 126 C2, 126 C2B, 126 C3 e 126 C4 é o modelo da Ferrari das temporadas entre 1981 a 1984 da Fórmula 1. Condutores: Gilles Villeneuve, Didier Pironi, Patrick Tambay, Mario Andretti,  Michele Alboreto e René Arnoux.

## Cronologia da Ferrari 126 C
| Ano  | Chassi  | Pilotos                                                           |
| ---- | ------- | ----------------------------------------------------------------- |
| 1981 | 126 CK  | Gilles Villeneuve e Didier Pironi                                 |
| 1982 | 126 C2  | Gilles Villeneuve, Didier Pironi, Patrick Tambay e Mario Andretti |
| 1983 | 126 C2B | Patrick Tambay e René Arnoux                                      |
| 1983 | 126 C3  | Patrick Tambay e René Arnoux                                      |
| 1984 | 126 C4  | Michele Alboreto e René Arnoux                                    |

## Ferrari 126 C
| . |  |  |  |  |  |  |  |  |  |  |  |  |  |  |  | . |

O 126 CK, 126 C2, 126 C2B, 126 C3 e 126 C4 é o modelo da Ferrari das temporadas entre 1981 a 1984 da Fórmula 1. Condutores: Gilles Villeneuve, Didier Pironi, Patrick Tambay, Mario Andretti,  Michele Alboreto e René Arnoux.

## Cronologia da Ferrari 126 C
| Ano  | Chassi  | Pilotos                                                           |
| ---- | ------- | ----------------------------------------------------------------- |
| 1981 | 126 CK  | Gilles Villeneuve e Didier Pironi                                 |
| 1982 | 126 C2  | Gilles Villeneuve, Didier Pironi, Patrick Tambay e Mario Andretti |
| 1983 | 126 C2B | Patrick Tambay e René Arnoux                                      |
| 1983 | 126 C3  | Patrick Tambay e René Arnoux                                      |
| 1984 | 126 C4  | Michele Alboreto e René Arnoux                                    |

## Ferrari 126 C
| . |  |  |  |  |  |  |  |  |  |  |  |  |  |  |  | . |

## Resultados[1][2][3][4][5]
(legenda) (em negrito indica pole position e itálico volta mais rápida)
| Ano  | Chassi  | Motor                | Pneus | N° | Pilotos           | 1   | 2   | 3   | 4   | 5   | 6   | 7   | 8   | 9   | 10  | 11  | 12  | 13  | 14  | 15  | 16  | Pontos | Posição |  |
| ---- | ------- | -------------------- | ----- | -- | ----------------- | --- | --- | --- | --- | --- | --- | --- | --- | --- | --- | --- | --- | --- | --- | --- | --- | ------ | ------- |  |
|      |         |                      |       |    |                   |     |     |     |     |     |     |     |     |     |     |     |     |     |     |     |     |        |         |  |
|      |         |                      |       |    |                   | USW | BRA | ARG | SMR | BEL | MON | ESP | FRA | GBR | GER | AUT | NED | ITA | CAN | LVS |     |        |         |  |
| 1981 | 126 CK  | Ferrari 021 V6 Turbo | M     | 27 | Gilles Villeneuve | Ret | Ret | Ret | 7   | 4   | 1   | 1   | Ret | Ret | 10  | Ret | Ret | Ret | 3   | DSQ |     | 34     | 5°      |  |
| 1981 | 126 CK  | Ferrari 021 V6 Turbo | M     | 28 | Didier Pironi     | Ret | Ret | Ret | 5   | 8   | 4   | 15  | 5   | Ret | Ret | 9   | Ret | 5   | Ret | 9   |     | 34     | 5°      |  |
|      |         |                      |       |    |                   |     |     |     |     |     |     |     |     |     |     |     |     |     |     |     |     |        |         |  |
|      |         |                      |       |    |                   | RSA | BRA | USW | SMR | BEL | MON | USE | CAN | NED | GBR | FRA | GER | AUT | SUI | ITA | LVS |        |         |  |
| 1982 | 126 C2  | Ferrari 021 V6 Turbo | G     | 27 | Gilles Villeneuve | Ret | Ret | DSQ | 2   | DNS |     |     |     |     |     |     |     |     |     |     |     | 74*    | 1°      |  |
| 1982 | 126 C2  | Ferrari 021 V6 Turbo | G     | 27 | Patrick Tambay    |     |     |     |     |     |     |     |     | 8   | 3   | 4   | 1   | 4   | DNS | 2   | DNS | 74*    | 1°      |  |
| 1982 | 126 C2  | Ferrari 021 V6 Turbo | G     | 28 | Didier Pironi     | 18  | 6   | Ret | 1   | DNS | 2   | 3   | 9   | 1   | 2   | 3   | DNS |     |     |     |     | 74*    | 1°      |  |
| 1982 | 126 C2  | Ferrari 021 V6 Turbo | G     | 28 | Mario Andretti    |     |     |     |     |     |     |     |     |     |     |     |     |     |     | 3   | Ret | 74*    | 1°      |  |
|      |         |                      |       |    |                   |     |     |     |     |     |     |     |     |     |     |     |     |     |     |     |     |        |         |  |
|      |         |                      |       |    |                   | BRA | USW | FRA | SMR | MON | BEL | USE | CAN | GBR | GER | AUT | NED | ITA | EUR | RSA |     |        |         |  |
| 1983 | 126 C2B | Ferrari 021 V6 Turbo | G     | 27 | Patrick Tambay    | 5   | Ret | 4   | 1   | 4   | 2   | Ret | 3   |     |     |     |     |     |     |     |     | 89*    | 1°      |  |
| 1983 | 126 C3  | Ferrari 021 V6 Turbo | G     | 27 | Patrick Tambay    |     |     |     |     |     |     |     |     | 3   | Ret | Ret | 2   | 4   | Ret | Ret |     | 89*    | 1°      |  |
| 1983 | 126 C2B | Ferrari 021 V6 Turbo | G     | 28 | René Arnoux       | 10  | 3   | 7   | 3   | Ret | Ret | Ret | 1   |     |     |     |     |     |     |     |     | 89*    | 1°      |  |
| 1983 | 126 C3  | Ferrari 021 V6 Turbo | G     | 28 | René Arnoux       |     |     |     |     |     |     |     |     | Ret | 3   | Ret | 9   | Ret | 7   | 1   |     | 89*    | 1°      |  |
|      |         |                      |       |    |                   |     |     |     |     |     |     |     |     |     |     |     |     |     |     |     |     |        |         |  |
|      |         |                      |       |    |                   | BRA | RSA | BEL | SMR | FRA | MON | CAN | USE | DAL | GBR | GER | AUT | NED | ITA | EUR | POR |        |         |  |
| 1984 | 126 C4  | Ferrari 031 V6 Turbo | G     | 27 | Michele Alboreto  | Ret | 11  | 1   | Ret | Ret | 61  | Ret | Ret | Ret | 5   | Ret | 3   | Ret | 2   | 2   | 4   | 57.5   | 2°      |  |
| 1984 | 126 C4  | Ferrari 031 V6 Turbo | G     | 28 | René Arnoux       | Ret | Ret | 3   | 2   | 4   | 31  | 5   | Ret | 2   | 6   | 6   | 7   | 11  | Ret | 5   | 9   | 57.5   | 2°      |  |

* Campeão da temporada.
↑1  Prova encerrada com 31 voltas por causa da chuva. Como o número de voltas da corrida não teve 75% da distância percorrida, foi atribuído metade dos pontos